# 4845 Цубецу
4845 Цубе́цу (4845 Tsubetsu) — астероїд головного поясу, відкритий 5 березня 1991 року.
Тіссеранів параметр щодо Юпітера — 3,510.
Названо на честь міста Цубецу (яп. つべつ(津別) цубецу).